# Theodoxus danubialis
Theodoxus danubialis е вид сладководно коремоного от семейство Неритови (Neritidae).

## Разпространение
Видът е разпространен в Германия, Австрия и Чехия.